# باول دونوفان
باول دونوفان هو كاتب سيناريو ومخرج كندي، ولد في 26 يونيو 1954.

## وصلات خارجية
- باول دونوفان على موقع IMDb (الإنجليزية)
- باول دونوفان على موقع ألو سيني (الفرنسية)
- باول دونوفان على موقع أول موفي (الإنجليزية)
- باول دونوفان على موقع قاعدة بيانات الأفلام السويدية (السويدية)
- باول دونوفان على موقع قاعدة بيانات الفيلم (الإنجليزية)
- باول دونوفان على موقع كينوبويسك (الروسية)
- باول دونوفان على موقع كينوبويسك (الروسية)
- باول دونوفان على موقع كينوبويسك (الروسية)